# 滇南螺序草
滇南螺序草（学名：Spiradiclis malipoensis）为茜草科螺序草属下的一个种。种加词 malipoensis 意为“云南省文山州麻栗坡县的”。
现接受名为：Ophiorrhiza malipoensis (H.S.Lo) Razafim. & Rydin